# Iakov Savvitch Barch
Pour les articles homonymes, voir Barch.
Pour les autres membres de la famille, voir famille Barch.
Iakov Savvitch Barch (en russe : Яков Саввич Барш), né en avril 1692 et mort en novembre 1755 à Saint-Pétersbourg, est un vice-amiral russe, contemporain de Pierre le Grand, il commanda la flotte de la Baltique.

## Famille
Il fut le père de l'amiral Ivan Iakovlevitch Barch, commandant du port d'Arkhangelsk et grand-père de Nikolaï Ivanovitch Barch, marin et gouverneur civil de Vologda et d'Ivan Ivanovitch Barch.

## Biographie
Iakov Savvitch Barch descendait probablement d'un officier allemand arrivé en Russie sous le règne de Michel Ier de Russie. Cette famille s'installa dans la province de Vologda. Né sous le patronyme de Barshtet, il commanda différents bâtiments de guerre en mer Baltique, il bénéficia de la confiance toute particulière de Pierre Ier et de son successeur Catherine Ire, il prit part à la Grande Guerre du Nord (1700-1721).
En 1720, commandant de la frégate Sampson (Сампсон -Samson) - (Début de construction le 1er novembre 1710 - Lancement le 10 janvier 1711 - Démantelé en 1739), afin de contrôler les mouvements de la flotte anglo-suédoise, Iakov Savvitch Barch fut envoyé à Revel. Il remit une lettre de Fandeldine, le commandant en chef du port de Revel, à l'amiral anglais Norris.
En 1723, Iakov Savvitch Barch fut envoyé à Arkhangelsk afin de « gérer les affaires publiques de Sa Majesté ». En 1730, il reçut le commandement de la frégate Rossia (Россия - Russie) et entreprit une expédition dans l'océan Arctique. En 1732, il fut membre de la Commission de l'Amirauté du port à Saint-Pétersbourg.
En 1734, au grade de capitaine 1er rang (grade correspondant à celui de colonel dans l'infanterie ou l'armée de l'air), il commanda le navire Leferm (Леферм) et prit part au siège de Dantzig (1733-1735).
De 1739 à 1741, Iakov Savvitch Barch au grade de contre-amiral commanda la flottille du Dniepr, de 1751 à 1754, il commanda une escadre de la flotte de la Baltique. De 1741 à 1743, il participa à la guerre russo-suédoise. En 1754, le commandement de la flotte de la Baltique lui fut confié. Le 5 septembre 1747, Iakov Savvitch Barch fut promu vice-amiral et admis à siéger au Collège de l'Amirauté.
De 1754 à son décès, Iakov Savvitch Barch occupa les fonctions de président de la Commission impliquée dans l'élaboration des lois régissant la marine.

## Décès
Iakov Savvitch Barch décéda en novembre 1755 à Saint-Pétersbourg.

## Sources
- Dictionnaire biographique naval : XVIIIe siècle. Saint-Pétersbourg. 2005;
- Dictionnaire biographique de la Russie : Rédigé sous la supervision de Alexandre Alexandrovitch Polovtsov. 1896-1918.

- (ru) Cet article est partiellement ou en totalité issu de l’article de Wikipédia en russe intitulé « Барш, Яков Саввич » (voir la liste des auteurs).